# 布巴甘虾业公司

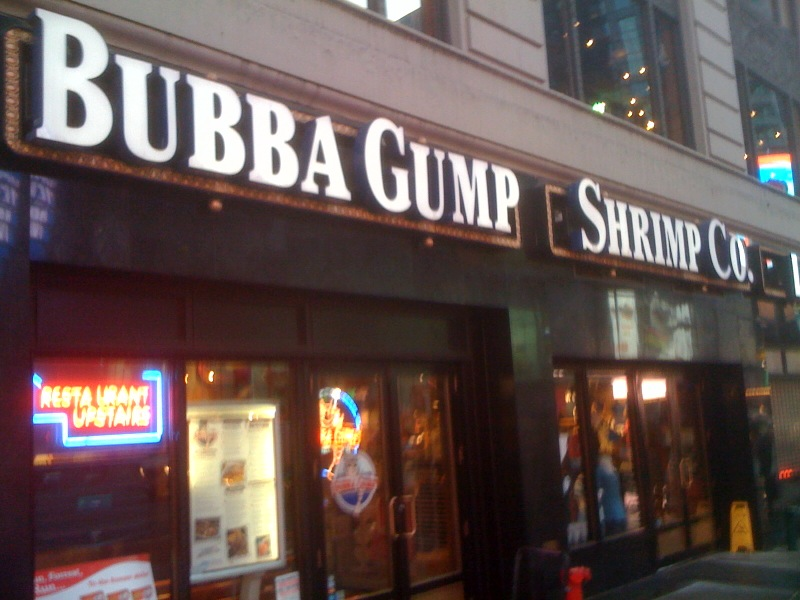
位于纽约时代广场的布巴甘虾餐厅

布巴甘虾业公司（英語：Bubba Gump Shrimp Company，又译“阿甘虾餐厅”），是一所美国虾业公司，下属全球连锁的餐厅与市场，其创业灵感来自1994年的美国电影《阿甘正传》（Forrest Gump）。截止2015年9月，全球共有42家连锁餐厅，其中29家位于美国、4家位于墨西哥、3家位于日本，此外菲律宾、印度尼西亚、加拿大、卡塔尔、倫敦及香港各有一家，中国大陸首间分店则在北京环球度假区城市大道开设。

## 概述

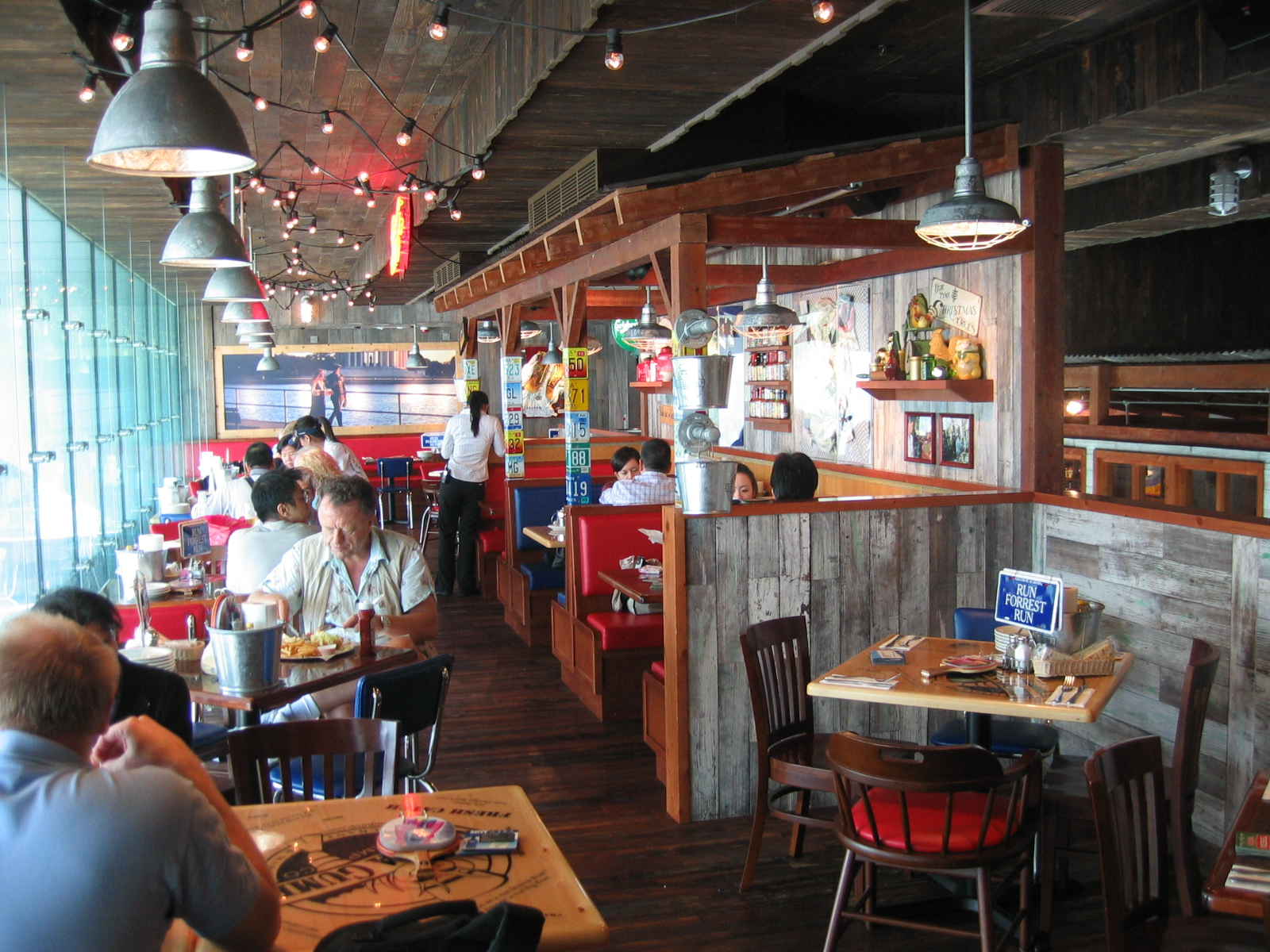
香港的布巴甘蝦餐廳

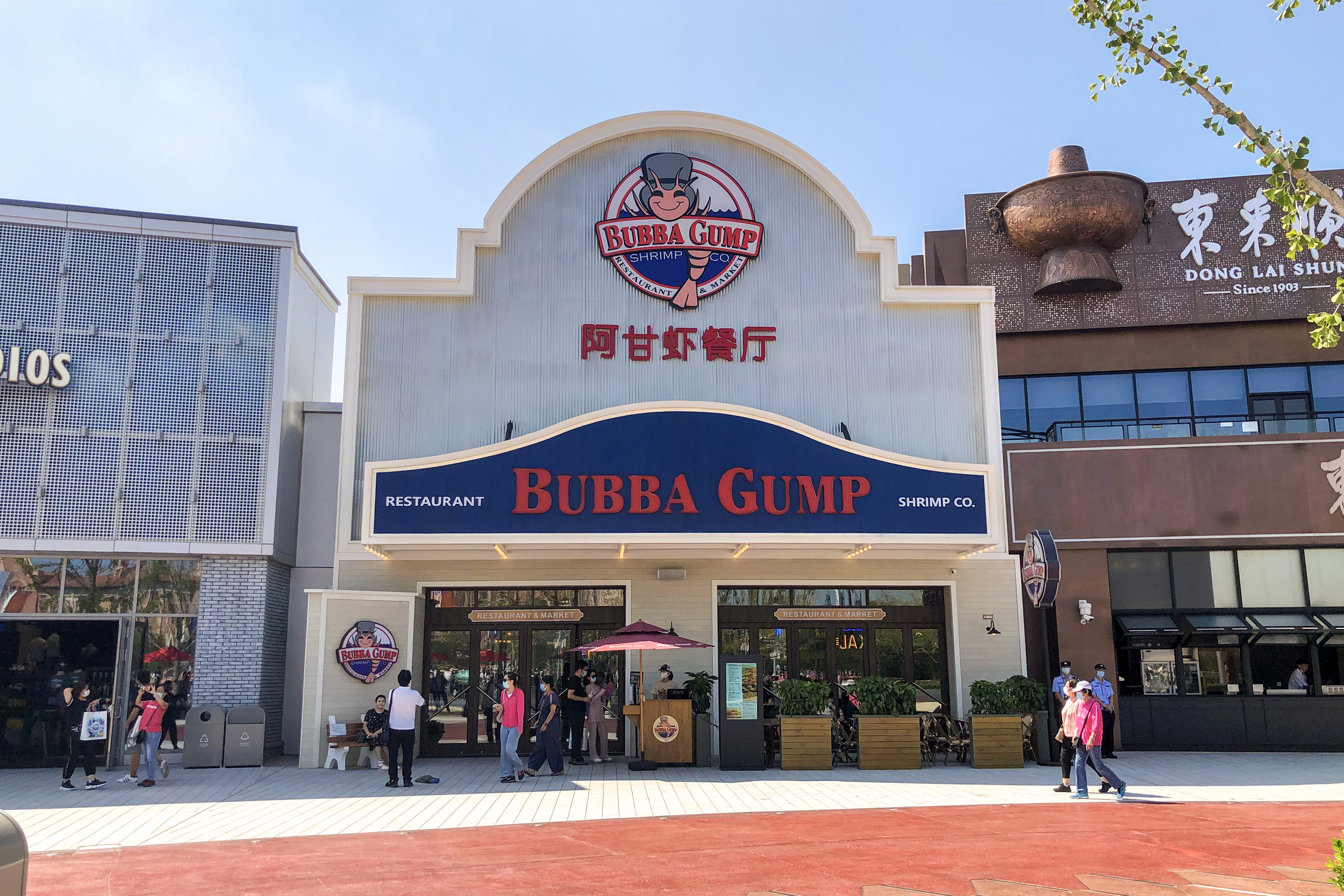
北京环球城市大道的阿甘虾餐厅

1996年，最早的布巴甘餐厅由維亞康姆建立于加利福尼亚州的蒙特雷，維亞康姆也是派拉蒙電影公司的股东（派拉蒙電影公司为电影《阿甘正传》的制片方）。布巴甘餐厅以《阿甘正传》的两位主角本杰明·巴弗布鲁“布巴”（Benjamin Buford "Bubba"）与福雷斯特·甘（Forrest Gump）命名。电影中，布巴曾对阿甘提议了建立虾业公司的想法，而阿甘也在越南战争后兑现了这个诺言，并以“布巴·甘”命名。
布巴甘餐厅主要的菜谱为各类虾食，此外还有其他种类的海鲜与肯琼烹饪。

## 著名員工
美國演員克里斯·普瑞特曾於夏威夷州茂宜島的布巴甘蝦業公司擔任服務生，2000年他被演員兼導演的Rae Dawn Chong發現，她曾演出其中一部柏特最喜愛的電影《獨闖龍潭》。Chong於自己執導的短片中提供一個角色給柏特。